# کانتیننتال اسپین‌آف (سریال)
کانتیننتال اسپین آف یک سریال جنایی-اکشن آمریکایی است.  اکشن درام تلویزیون مینی سریال توسعه یافته توسط گرگ کولیج، کرک وارد و شاون سیمونز که به عنوان یک پیش درآمد اسپین آف در فرنچایز جان ویک،  کولیج و وارد به عنوان نمایشگر برای سریال خدمت کردند و فیلمنامه ها را در کنار سیمونز و کن کریستنسن نوشتند. آلبرت هیوز قسمت اول و سوم را کارگردانی کرد و شارلوت براندستروم قسمت دوم را کارگردانی کرد.  مل گیبسون و کالین وودل بازیگران این سریال هستند که داستان چگونگی به قدرت رسیدن وینستون اسکات در دهه ۱۹۷۰ دنیای "جان ویک" و کنترل هتل کانتیننتال را بیان می کند.
این سریال در ۲۲ سپتامبر ۲۰۲۳ در شبکه طاووس در ایالات متحده و در آمازون پرایم ویدیو در سطح بین‌المللی به نمایش درآمد.

## فرض
«کنتیننتال: از دنیای جان ویک» داستان پس‌زمینه‌ای را روایت می‌کند که چگونه وینستون اسکات، در یک تاریخ جایگزین در دهه ۱۹۷۰، به موقعیت خود به عنوان مالک شعبه نیویورک زنجیره «کانتیننتال» رسید.  هتل‌ها، پناهگاه‌های امن برای قاتلان قانونی که ممکن است هیچ تجارتی بر اساس آنها انجام نشود.  این تغییرات در رویدادهای دنیای واقعی، از جمله زمستان نارضایتی و مافیای آمریکایی به قدرت رسیدن اقتصادی را بررسی می‌کند.

## بازیگران

### اصلی
- مل گیبسون در نقش کورمک اوکانر، که کنتیننتال نیویورک را در دهه ۱۹۷۰ اداره می‌کند.[۱]
- کالین وودل در نقش وینستون اسکات.  وودل نسخه جوان‌تر این شخصیت را به تصویر می‌کشد که توسط ایان مک‌شین در فیلم‌های اصلی «جان ویک» به تصویر کشیده شد.[۱]
- میشل پرادا به عنوان KD[۱]
- بن رابسون در نقش فرانسیس پاتریک "فرانکی" اسکات، برادر بزرگتر وینستون، شوهر ین[۱]
- هابرت پوینت دو ژور در نقش مایلز[۱]
- نونگ کیت در نقش ین اسکات، همسر فرانکی[۱]
- جسیکا آلن در نقش لو[۱]
- آیومید آدگون در نقش شارون.  آدگون نسخه جوان‌تر شخصیتی را به تصویر می‌کشد که توسط لنس ردیک در فیلم‌های اصلی «جان ویک» به تصویر کشیده شد.[۲]
- جرمی باب در نقش میهو[۲]
- پیتر گرین در نقش عمو چارلی.  گرین نسخه جوان‌تر شخصیتی را به تصویر می‌کشد که دیوید پاتریک کلی در دو فیلم اول «جان ویک» به تصویر کشیده شد.[۲]

### مهمان
- آدام شاپیرو در نقش لمی[۳]
- کیتی مک گراث در نقش داور.  مک گراث نسخه جوان‌تر همان شخصیتی را به تصویر می‌کشد که آسیا کیت دیلون در «جان ویک: فصل 3 – پارابلوم» به تصویر کشیده است.[۳]
- کلر کوپر
- پاتریک برگین
- مارینا مازپا در نقش گرتل[۳]
- مارک موساشی در نقش هانسل[۳]
- کرک وارد
- رک مک کینون در نقش جنکینز[۳]